# Frank Van Den Abeele
Frank Van Den Abeele (Aalst, 3 januari 1966) is een voormalig Belgisch wielrenner.

## Belangrijkste overwinningen
1991
- GP van Wallonië

1992
- Rund um den Henninger-Turm

1993
- Omloop Mandel-Leie-Schelde

1996
- 4e etappe Ruban Granitier Breton

## Resultaten in voornaamste wedstrijden
| Jaar | Ronde van Italië | Ronde van Frankrijk | Ronde van Spanje |
| ---- | ---------------- | ------------------- | ---------------- |
| 1990 |                  |                     |                  |
| 1991 |                  | 90e                 |                  |
| 1992 |                  |                     |                  |
| 1993 |                  |                     |                  |
| 1995 | 121e             |                     |                  |

| Jaar | Ronde van Vlaanderen | Amstel Gold Race | Luik-Bast.‑Luik | Ronde van Lombardije | Waalse Pijl |  | WK op de weg |
| ---- | -------------------- | ---------------- | --------------- | -------------------- | ----------- |  | ------------ |
| 1990 |                      |                  | 65e             |                      | 113e        |  | 52e          |
| 1991 |                      |                  | 110e            |                      |             |  | 58e          |
| 1992 |                      | 24e              | 17e             | 26e                  | 10e         |  |              |
| 1993 |                      |                  | 83e             |                      | 12e         |  |              |
| 1995 | 86e                  |                  |                 |                      |             |  |              |